# Hans Hoff
Hans Hoff (Viena, 11 de diciembre de 1897 - id. 23 de agosto de 1969) fue un psiquiatra y neurólogo austríaco.

## Vida
Después de completar sus estudios de medicina en la Universidad de Viena en 1918 trabajó (1922-1932) en la clínica de Julius Wagner-Jauregg. Desde 1932 práctica privada en psiquiatría y neurología. En 1936 fue nombrado miembro de la junta directiva del Departamento de Neurología Clínica de Viena.
Tras la anexión de Austria a Alemania, abandonó el país con destino a Irak, donde fue nombrado profesor de neurología y psiquiatría en la Real Escuela Médica de Bagdad. Después fue profesor en la Universidad de Columbia en Nueva York (1942). De 1943 a 1945 visitó Afganistán e Irán en representación del gobierno de Estados Unidos. Después de la guerra trabajó en el Goldwater Memorial Hospital y en la Universidad de Columbia en Nueva York. En 1949 regresó a Austria, por iniciativa de Viktor Matejka . Se hizo cargo de la dirección del hospital de Rose Hill y desde 1950 fue jefe del Departamento Universitario de Psiquiatría y Neurología de la Universidad de Viena, también llamado "Hospital Hoff". En el año académico 1961/62 fue Decano de la Universidad de Viena.

## Obra científica
Su labor científica se centró en estudios de encefalitis experimentales, reflejos posturales, problemas psicosomáticos, influencia de órdenes hipnóticas sobre la función gástrica e intestinal, circuito psicovegetativo, influencia de factores psicológicos en las glándulas endocrinas , función del hipotálamo, sistema nervioso central, metabolismo y glándulas endocrinas, fenómenos patológicos cerebrales, función del frontal, talámico y cerebelo, fenómenos de lapso de tiempo, regulación vascular nerviosa, estudios del sueño, alteraciones suprarrenales en enfermedades infecciosas, epilepsia, esclerosis múltiple, psicopatía y alcoholismo.
Además de su investigación científica, Hoff realizó un trabajo pionero con su obra educativa.  Encontró un nuevo método para la rehabilitación de alcohólicos y desarrolló una psicoterapia especial para criminales. Hoff es el fundador de la Escuela Psiquiátrica de Viena, cuya primera preocupación fue establecer la humanización de las clínicas para garantizar la dignidad de los enfermos mentales.

## Premios
- 1957: Gran Condecoración de Plata de Honor por Servicios a la República de Austria. [2]

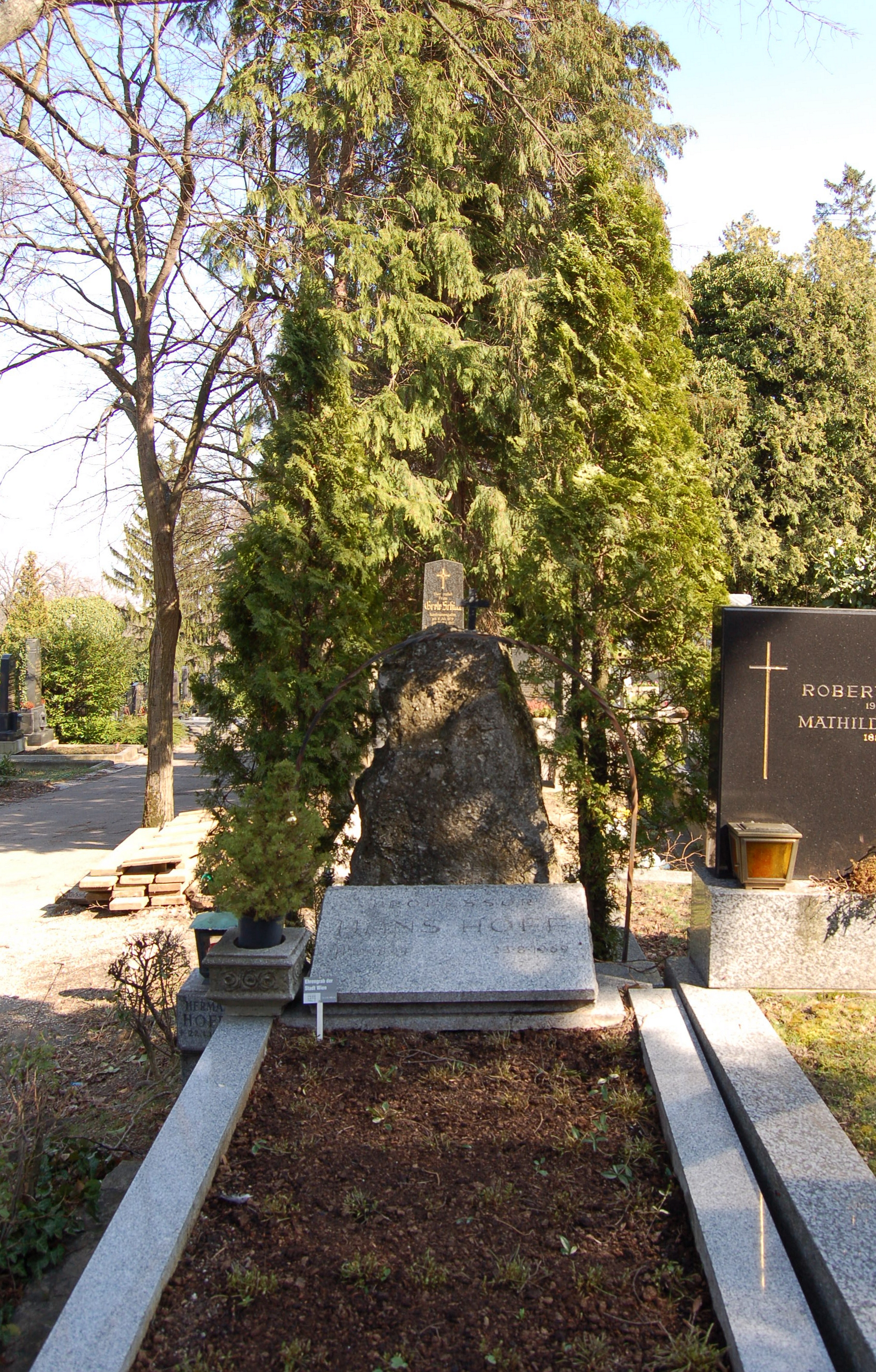
Tumba de Hans Hoff en el cementerio de Neustift